# 1271 Ізергіна
1271 Ізергіна (1271 Isergina) — астероїд головного поясу, спектрального типу C. Відкритий 10 жовтня 1931 року радянським астрономом Григорієм Неуйміном у Сімеїзькій обсерваторії і названий на честь російського лікаря Петра Васильовича Ізергіна.
Тіссеранів параметр щодо Юпітера — 3,189.